# Bonner-West Riverside
Bonner-West Riverside é uma Região censo-designada localizada no estado americano de Montana, no Condado de Missoula.

## Demografia
Segundo o censo americano de 2000, a sua população era de 1693 habitantes.

## Geografia
De acordo com o United States Census Bureau tem uma área de 
4,3 km², dos quais 4,0 km² cobertos por terra e 0,3 km² cobertos por água.

## Localidades na vizinhança
O diagrama seguinte representa as localidades num raio de 20 km ao redor de Bonner-West Riverside. 